# Mattox Bastion
Mattox Bastion ist ein Berg im ostantarktischen Viktorialand. Er ist einer der Gipfel der Inland Forts in der Asgard Range und überragt den nordöstlichen Teil des Flory Cirque.
Das Advisory Committee on Antarctic Names benannte ihn 1976 nach Commander Benjamin G. Mattox, Leiter einer Abordnung der Unterstützungseinheiten der United States Navy auf der McMurdo-Station im antarktischen Winter 1971.